# تشخص (منطق)

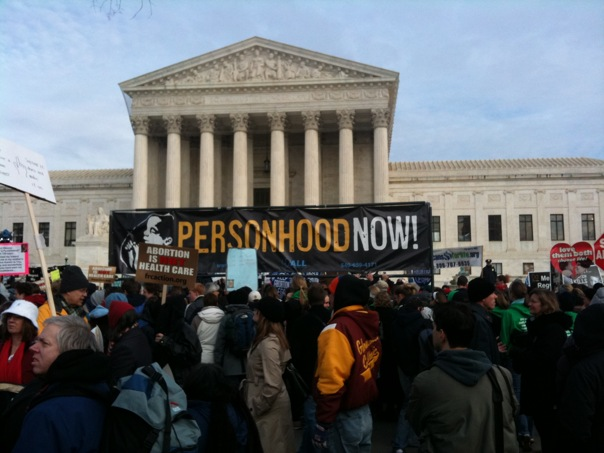

التشخص هو المعنى يصير به الشيء ممتازا عن الغير بحيث يميز، لا يشاركه شيء آخر، وصفة تمنع وقوع الشركة بين موصوفيها.